# Secure electronic transaction
Secure Electronic Transaction este un protocol standard pentru securizarea tranzacțiilor cu carduri bancare prin rețele nesigure, specific Internetului. SET nu este un sistem de pată în sine, ci mai degrabă un set de protocoale de securitate și formate care permit utilizatorilor să folosească la plăți existente de card de infrastructură pe o rețea deschisă într-un mod securizat.